# Le Breuil-sous-Argenton
Le Breuil-sous-Argenton  is een plaats en voormalige gemeente in het Franse departement Deux-Sèvres. De plaats maakt deel uit van het arrondissement Bressuire.

## Geschiedenis
De gemeente maakte deel uit van het kanton Argenton-les-Vallées tot het op 22 maart werd opgeheven en de gemeente werd opgenomen in het aangrenzende kanton Mauléon. Op januari 2016 fuseerde Le Breuil-sous-Argenton met de gemeenten Argenton-les-Vallées, La Chapelle-Gaudin, La Coudre, Moutiers-sous-Argenton en Ulcot tot de commune nouvelle Argentonnay. Deze gemeente ging deel uitmaken van de op die dag gevormde regio Aquitaine-Limousin-Poitou-Charentes, die sinds 13 september Nouvelle-Aquitaine heet.

## Geografie
De oppervlakte van Le Breuil-sous-Argenton bedraagt 19,4 km², de bevolkingsdichtheid is 21,2 inwoners per km².
De onderstaande kaart toont de ligging van Le Breuil-sous-Argenton met de belangrijkste infrastructuur en aangrenzende gemeenten.

## Demografie
Onderstaande figuur toont het verloop van het inwonertal.
Argenton-les-Vallées · Le Breuil-sous-Argenton · La Chapelle-Gaudin · La Coudre · Moutiers-sous-Argenton · Ulcot